# 天野弓彦
天野 弓彦（あまの ゆみひこ、1978年12月3日 - ）は、日本の画家、イラストレーター。父親は同じくイラストレーターの天野喜孝。
舞台美術や衣装デザインも手がける。実験的アーティスト集団 Alphactのメンバー。

## 略歴
- 1978年
  - 横浜市に生まれる。
- 2000年
  - アニメ会社を経て画家・イラストレーターとして活動を始める。
- 2003年-
  - 朝日ソノラマ ウェブキャラクター「アルとピカ」キャラクターデザイン。
  - ファッションブランドblack daisy villeとコラボレート。
- 2004年
  - ジャズ歌手青木カレンのバンドLUMINITZAのアートワークを担当。
  - 大泉学園のビル「LUCKY DRAGON」の壁画デザイン
- 2005年
  - Wart Garden 2005 ラフォーレ原宿デザイン参加。
  - KKベストセラーズ「CharaEight ウラ血液型でわかる本当のあなた」挿し絵、キャラクターデザイン。
  - ファッションブランドBANANA FISHとコラボレート。
- 2006年
  - バレエダンサー大柴タクマ率いる実験的アーティスト集団 Alphactに旗揚げメンバーとして参加。以降の公演のビジュアル、美術を担当。
  - ジャズ歌手青木カレンTOKYO Jz TRIPPIN' Release Partyコラボレートexhibition。
- 2007年
  - NHK企画 上海・台湾放送のTV番組「 音楽物語 in JAPAN #83」ライブペイントで出演
  - ロックバンド COLOR OF COLORS 1stアルバム　CDジャケット　イラスト提供
- 2009年
  - ヴィジュアル系ロックバンドkagrra,とコラボレート。2009年以降のツアーグッズにイラストを提供。
- 2011年
  - ふるいちやすし監督作品「彩-aja-」絵画提供
  - 和心 t-sukiとコラボレート
- 2012年
  - 舞台「陽だまりの樹」原作: 手塚 治虫  絵画提供
  - 小林十市 振付作品「振付悪夢」 美術担当
- 2013年
  - 小林十市  主演・振付作品「ハムレット・パレード」 美術担当
- 2014年
  - M.S.S Project 2ndアルバム『M.S.S.Phantom』ジャケットイラスト
  - Mili & arai tasuku Presents『Holy and Darkness Festival』 アートワーク、ジャケットイラスト

## 個展
- 2006年-個展「天野弓彦絵画展・武将シリーズ」
- 2007年-個展「Busho」
- 2010年-天野弓彦 作品展  「I KNOW IT'S OVER」
- 2011年-天野弓彦 作品展  「ALL IS DREAM」
- 2012年-個展「 Lilac」-Lilacの絵と物語の展示- 　　絵：天野弓彦　物語：青木カレン